# 루바추프군

포트카르파츠키에주 지도에 표시된 루바추프군의 위치

루바추프군(폴란드어: powiat lubaczowski)은 폴란드 포트카르파츠키에주에 위치한 군으로 군청 소재지는 루바추프이며 면적은 1,308.37km2, 인구는 55,438명(2019년 기준), 인구 밀도는 42명/km2이다.
서쪽으로는 야로스와프군, 프셰보르스크군, 북쪽으로는 루블린주 비우고라이군, 북동쪽으로는 루블린주 토마슈프군과 접하며 동쪽으로는 우크라이나와 국경을 접한다. 8개 지방 자치체(1개 도시, 3개 도시형 농촌, 4개 농촌)를 관할한다.

군기
군 문장